# Coupe du monde de pentathlon moderne 2014
Navigation
2013 2015
La coupe du monde de pentathlon moderne 2014 se déroulera entre le 26 février 2014 à Acapulco (Mexique) et le 8 juin 2014 à Sarasota (États-Unis). La compétition est organisée par l'Union internationale de pentathlon moderne.
Cette compétition est composée de 4 manches et 1 finale. Les différentes villes qui accueillent l'évènement sont par ordre chronologique Acapulco (Mexique), Le Caire (Égypte), Chengdu (Chine), Budapest (Hongrie), puis Sarasota (États-Unis).

## Résultats

### Hommes
| Date                      | Lieu      | Gagnant          | Second             | Troisième    |
| 26 février au 2 mars 2014 | Acapulco  | Annulé           | Annulé             | Annulé       |
| 2 au 6 avril 2014         | Le Caire  | Riccardo De Luca | Christopher Patte  | Jan Kuf      |
| 16 au 21 avril 2014       | Chengdu   | Ilia Frolov      | Robert Kasza       | Guo Jianli   |
| 30 avril au 4 mai 2014    | Kecskemét | Ádám Marosi      | Aleksander Lesun   | Robert Kasza |
| 6 au 8 juin 2014          | Sarasota  | Aleksander Lesun | Pavlo Tymoshchenko | Ilia Frolov  |

### Femmes
| Date                      | Lieu      | Gagnant            | Second             | Troisième       |
| 26 février au 2 mars 2014 | Acapulco  | Annulé             | Annulé             | Annulé          |
| 2 au 6 avril 2014         | Le Caire  | Laura Asadauskaite | Oktawia Nowacka    | Chen Qian       |
| 16 au 21 avril 2014       | Chengdu   | Chen Qian          | Oktawia Nowacka    | Liang Wanxia    |
| 30 avril au 4 mai 2014    | Kecskemét | Oktawia Nowacka    | Zhang Xiaonan      | Lena Schöneborn |
| 6 au 8 juin 2014          | Sarasota  | Oktawia Nowacka    | Laura Asadauskaite | Chen Qian       |

### Mixtes
| Date                      | Lieu      | Gagnant                                      | Second                                               | Troisième                                     |
| 26 février au 2 mars 2014 | Acapulco  | Annulé                                       | Annulé                                               | Annulé                                        |
| 2 au 6 avril 2014         | Le Caire  | Russie Dmitry Suslov Donata Rimšaitė         | Tchéquie Jan Kuf Barbora Kodedova                    | Italie Riccardo De Luca Gloria Tocchi         |
| 16 au 21 avril 2014       | Chengdu   | Corée du Sud Hwang Woo-jin Yang Soo-jin      | Biélorussie Stanislau Zhurauliou Tatsiana Yelizarova | Chine Su Haihang Zhang Xiaonan                |
| 30 avril au 4 mai 2014    | Kecskemét | Chine Cai Zhaohong Bian Yufei                | Tchéquie Ondrej Polivka Lucie Grolichova             | Lituanie Justinas Kinderis Lina Batuleviciute |
| 6 au 8 juin 2014          | Sarasota  | Russie Aleksander Lesun Ekaterina Khuraskina | Chine Guo Jianli Chen Qian                           | Lituanie Justinas Kinderis Laura Asadauskaite |